# Le Chaud Lapin
Pour plus de détails, voir Fiche technique et Distribution.
Le Chaud Lapin est un film français de Pascal Thomas sorti en 1974.

## Synopsis

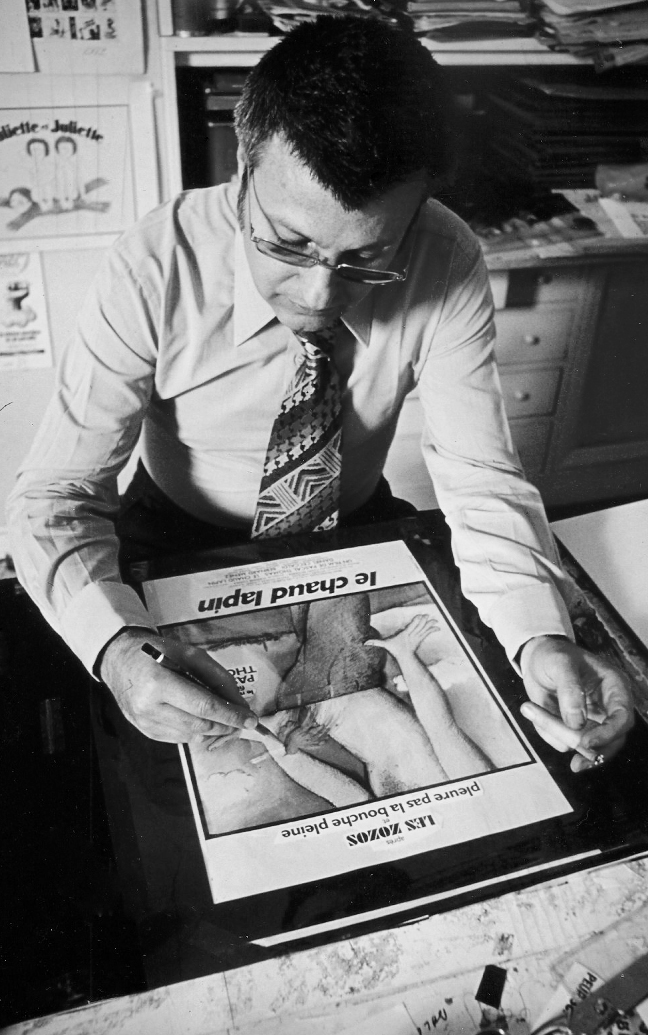
René Ferracci travaillant sur l'affiche du film.

William est un citadin habitué à son métier de conseiller clientèle dans une banque, mais également aux aventures d'un soir faciles et rapidement prolifiques. Sûr de lui, il ne manque jamais une occasion de séduire les demoiselles qui l'entourent. Mais ses retrouvailles avec un vieux copain d'études pris en flagrant délit d'adultère par sa femme, et des vacances aussi imprévues que campagnardes, au cœur d'une famille de quatre sœurs, de leurs conjoints respectifs, de leur ribambelle d'enfants et de quelques autres pièces rapportées, vont le mettre à rude épreuve et faire chavirer ses certitudes sur son pouvoir de séduction.

## Fiche technique
- Titre : Le Chaud Lapin ; Le Confident malgré lui (titre secondaire)
- Réalisation : Pascal Thomas
- Scénario : Jacques Lourcelles, Pascal Thomas et Hubert Watrinet
- Photographie : Colin Mounier
- Son : Pierre Lenoir
- Musique : Vladimir Cosma
- Chanson Ballade à Sylvie interprétée par Leny Escudero
- Pays de production :  France
- Genre : comédie
- Date de sortie : 
  - France : 30 octobre 1974
- Affiche : René Ferracci (France)

## Distribution
- Bernard Ménez : William Jolivard
- Daniel Ceccaldi : Henri Lambert
- Claude Barrois : François
- Friquette Thévenet : Nelly, la "troisième belle sœur" de François
- Brigitte Gruel : Brigitte, La femme de François
- Jeanne Maud : Monique Lambert
- Élisa Servier : Nathalie, la fille d'Henri et de Monique
- Hubert Watrinet : Hubert, le mari de Chantal
- Clément Thomas : Clément
- Chantal Pasquet : Chantal, la femme d'Hubert
- Chantal Aba : Josette, une petite amie de William
- Arlette Emmery : Arlette, une petite amie de William
- Joseph Faure : Le paysan
- Jacqueline Dubosc : La pharmacienne
- Jean-Pierre Rosier : Le peintre

## Production

### Lieux de tournage
- Le film a été principalement tourné sur la commune de Sainte-Euphémie-sur-Ouvèze dans la Drôme[1].